# Schlumbergera truncata
Schlumbergera truncata ist eine Pflanzenart in der Gattung Schlumbergera aus der Familie der Kakteengewächse (Cactaceae). Das Artepitheton truncata stammt aus dem Lateinischen, bedeutet ‚gestutzt‘ und verweist auf die gestutzten Triebabschnitte der Art. Deutsche Trivialnamen sind „Gliederkaktus“ und „Weihnachtskaktus“.
Die Deutsche Kakteen-Gesellschaft sowie die Gesellschaft Österreichischer Kakteenfreunde und die Schweizerische Kakteen-Gesellschaft wählten den Weihnachtskaktus, dessen verschiedenfarbig blühende Hybridsorten auf der rot blühenden Wildart Schlumbergera truncata basieren, zum „Kaktus des Jahres 2014“.

## Beschreibung
Schlumbergera truncata wächst epiphytisch oder selten lithophytisch mit reich verzweigten Trieben. Die gestutzten, glänzend grünen Triebabschnitte sind 4 bis 6 Zentimeter lang und 1,5 bis 3,5 Zentimeter breit. An ihren Rändern befinden sich zwei bis drei leichte Einkerbungen, in denen sich Areolen mit brauner Wolle und winzigen Borsten befinden. Die endständige Areole ist zusammengesetzt.
Die zygomorphen, rosafarbenen oder roten, orangen oder weißen Blüten sind leicht ansteigend. Sie sind 6,5 bis 8 Zentimeter lang und erreichen Durchmesser von 4 bis 6 Zentimeter. Die Blütenröhre wird bis zu 4 Zentimeter lang. Das rötlich grüne Perikarpell ist glatt. Die birnenförmigen Früchte sind rot und glatt.

## Verbreitung, Systematik und Gefährdung
Schlumbergera truncata ist in Brasilien im Bundesstaat Rio de Janeiro in Höhenlagen von 700 bis 1000 Metern verbreitet.
Die Erstbeschreibung als Epiphyllum truncatum wurde 1819 von William Jackson Hooker veröffentlicht. Reid Venable Moran (* 1916) stellte die Art 1953 in die Gattung Schlumbergera. Weitere nomenklatorische Synonyme sind Cactus truncatus (Haw.) Link (1822), Cereus truncatus (Haw.) Sweet (1826) und Zygocactus truncatus (Haw.) K.Schum. (1890).
In der Roten Liste gefährdeter Arten der IUCN wird die Art als „Vulnerable (VU)“, d. h. als gefährdet, geführt.

## Nachweise

## Weiterführende Literatur
- D. Paul Brown: Self–-Fertilization of a Schlumbergera truncata Cultivar: Breakdown of Self-incompatibility. In: Haseltonia. Band 16, 2011, S. 54–56 (doi:10.2985/1070-0048-16.1.54).